# Marián Hossa
Pour les articles homonymes, voir Hossa.
Temple de la renommée : 2020
Marián Hossa (né le 12 janvier 1979 à Stará Ľubovňa en Tchécoslovaquie aujourd'hui ville de Slovaquie) est un joueur professionnel slovaque de hockey sur glace. Le 24 juin 2020, il rentre au temple de la renommée. 
Son frère Marcel Hossa est également joueur professionnel.

## Biographie

### Carrière en club
Marián Hossa a commencé sa carrière dans le club du HC Dukla Trenčín. Dès la saison 1996-1997, il joue dans l'équipe professionnelle en Extraliga, avec qui il remporte le titre de champion de Slovaquie. Il est alors repêché par les Sénateurs d'Ottawa lors du repêchage d'entrée dans la LNH 1997, à la 12e position. Il joue ensuite une saison dans la Ligue de hockey de l'Ouest, remportant la Coupe Memorial avec les Winter Hawks de Portland, avant de débuter en Ligue nationale de hockey en 1998.
Hossa a atteint plusieurs fois le plateau des 30 buts au cours de sa carrière. Ainsi, en 2004, il termine au cinquième rang des compteurs de la LNH avec 82 points. Lors de la saison 2004-2005, en raison du lock-out de la LNH, il revient à Trenčín, puis, en septembre 2005, il est transféré d'Ottawa aux Thrashers d'Atlanta. Durant la saison 2006-2007, il accumule 100 points, un sommet personnel pour cet ailier droit. 
Avec l'équipe nationale de Slovaquie, Hossa a participé sept fois au championnat du monde. ainsi qu'à la Coupe du monde de 2004 et aux Jeux olympiques d'hiver de 2002 et 2006.
En 2006 et 2007, il a remporté le Palet d'or, remis au meilleur joueur slovaque.
Le 26 février 2008, les Thrashers l'envoient avec Pascal Dupuis aux Penguins de Pittsburgh en retour de Colby Armstrong, Erik Christensen, Angelo Esposito et d'un choix de première ronde au repêchage de 2008. Avec l'équipe 2007-2008, il parvient à la finale de la Coupe Stanley mais finalement l'équipe perd au sixième match 4 à 2 après avoir remporté le cinquième match de la finale sur la glace des Red Wings de Détroit au bout de trois prolongation.
Même si les Penguins de Pittsburgh lui offrent un contrat de 50 millions pour 7 ans, le 2 juillet 2008, Hossa signe avec les Red Wings de Détroit un contrat d'un an pour 7,45 millions de dollars. Il espère qu'avec les Red Wings de Détroit il pourra gagner la Coupe Stanley. La finale de la Coupe Stanley 2009 met aux prises pour la 2e saison consécutive les Penguins de Pittsburgh et les Red Wings de Détroit. Encore une fois, Hossa perd cette finale et la chance de mettre la main sur le précieux trophée, les Penguins ayant le meilleur sur les Wings dans le 7e matchs dans un gain de 2 à 1 à Détroit. Le 1er juillet 2009, le joueur qui jadis appartenait aux Red Wings signe un contrat de 12 ans pour 62.8 millions de dollars se dirigeant vers sa nouvelle équipe, les Blackhawks de Chicago.
Le 3 mars 2009, Hossa a dû être sorti de la patinoire sur une civière après avoir été mis en échec contre la rampe. La rencontre a été interrompue pendant plusieurs minutes pendant que le personnel médical des Red Wings portait attention à Hossa, le meilleur buteur de l’équipe. Il a été transporté à l'hôpital pour fins d'observation et aucun détail sur la gravité de la blessure n’a été dévoilé.
En juin 2010, Hossa dispute sa troisième finale de la Coupe Stanley en trois ans, cette fois-ci face aux Flyers de Philadelphie. Le 9 juin, il remporte finalement la fameuse Coupe dans le sixième match de la série finale dans un gain de 4 à 3 des Blackhawks à Philadelphie.
Le 17 avril 2012, Hossa est victime d'une mise en échec illégale de la part de Raffi Torres. Il a quitté la patinoire sur une civière puis transporté à l'hôpital. Torres recevra plus tard une sanction historique de 25 matchs.
Le 30 octobre 2014, il devient le 80e joueur de l'histoire de la LNH à marquer 1 000 points lors d'une victoire 5-4 contre les Sénateurs d'Ottawa.
Le 15 juin 2015, il remporte sa troisième Coupe Stanley avec les Blackhawks de Chicago.
En juin 2017, les Blackhawks annoncent qu'il ne jouera pas la saison 2017-2018 en raison d'une maladie de la peau et des effets secondaires de sa médication. En mai 2018, il confirme la fin de sa carrière professionnelle.

## Statistiques

### En club
| Saison     | Équipe                   | Ligue          |       | Saison régulière | Saison régulière | Saison régulière | Saison régulière | Saison régulière |    | Séries éliminatoires | Séries éliminatoires | Séries éliminatoires | Séries éliminatoires | Séries éliminatoires |
| Saison     | Équipe                   | Ligue          | PJ    | B                | A                | Pts              | Pun              | PJ               | B  | A                    | Pts                  | Pun                  |                      |                      |
| 1996-1997  | HC Dukla Trenčín         | Extraliga slo. | 53    | 30               | 24               | 54               | 24               | -                | -  | -                    | -                    | -                    |                      |                      |
| 1997-1998  | Winter Hawks de Portland | LHOu           | 53    | 45               | 40               | 85               | 50               | 16               | 13 | 6                    | 19                   | 6                    |                      |                      |
| 1997-1998  | Sénateurs d'Ottawa       | LNH            | 7     | 0                | 1                | 1                | 0                | -                | -  | -                    | -                    | -                    |                      |                      |
| 1998-1999  | Sénateurs d'Ottawa       | LNH            | 60    | 15               | 15               | 30               | 37               | 4                | 0  | 2                    | 2                    | 4                    |                      |                      |
| 1999-2000  | Sénateurs d'Ottawa       | LNH            | 78    | 29               | 27               | 56               | 32               | 6                | 0  | 0                    | 0                    | 2                    |                      |                      |
| 2000-2001  | Sénateurs d'Ottawa       | LNH            | 81    | 32               | 43               | 75               | 44               | 4                | 1  | 1                    | 2                    | 4                    |                      |                      |
| 2001-2002  | HC Dukla Trenčín         | Extraliga slo. | 8     | 3                | 4                | 7                | 16               | -                | -  | -                    | -                    | -                    |                      |                      |
| 2001-2002  | Sénateurs d'Ottawa       | LNH            | 80    | 31               | 35               | 66               | 50               | 12               | 4  | 6                    | 10                   | 2                    |                      |                      |
| 2002-2003  | Sénateurs d'Ottawa       | LNH            | 80    | 45               | 35               | 80               | 34               | 18               | 5  | 11                   | 16                   | 6                    |                      |                      |
| 2003-2004  | Sénateurs d'Ottawa       | LNH            | 81    | 36               | 46               | 82               | 46               | 7                | 3  | 1                    | 4                    | 0                    |                      |                      |
| 2004-2005  | HC Dukla Trenčín         | Extraliga slo. | 25    | 22               | 20               | 42               | 38               | -                | -  | -                    | -                    | -                    |                      |                      |
| 2004-2005  | Mora IK                  | Elitserien     | 24    | 18               | 14               | 32               | 22               | -                | -  | -                    | -                    | -                    |                      |                      |
| 2005-2006  | Thrashers d'Atlanta      | LNH            | 80    | 39               | 53               | 92               | 67               | -                | -  | -                    | -                    | -                    |                      |                      |
| 2006-2007  | Thrashers d'Atlanta      | LNH            | 82    | 43               | 57               | 100              | 49               | 4                | 0  | 1                    | 1                    | 6                    |                      |                      |
| 2007-2008  | Thrashers d'Atlanta      | LNH            | 52    | 23               | 25               | 48               | 24               | -                | -  | -                    | -                    | -                    |                      |                      |
| 2007-2008  | Penguins de Pittsburgh   | LNH            | 12    | 3                | 7                | 10               | 6                | 20               | 10 | 16                   | 26                   | 12                   |                      |                      |
| 2008-2009  | Red Wings de Détroit     | LNH            | 74    | 40               | 31               | 71               | 63               | 23               | 6  | 9                    | 15                   | 10                   |                      |                      |
| 2009-2010  | Blackhawks de Chicago    | LNH            | 57    | 24               | 27               | 51               | 18               | 22               | 3  | 12                   | 15                   | 25                   |                      |                      |
| 2010-2011  | Blackhawks de Chicago    | LNH            | 65    | 25               | 32               | 57               | 32               | 7                | 2  | 4                    | 6                    | 2                    |                      |                      |
| 2011-2012  | Blackhawks de Chicago    | LNH            | 81    | 29               | 48               | 77               | 20               | 3                | 0  | 0                    | 0                    | 0                    |                      |                      |
| 2012-2013  | Blackhawks de Chicago    | LNH            | 40    | 17               | 14               | 31               | 16               | 22               | 7  | 9                    | 16                   | 2                    |                      |                      |
| 2013-2014  | Blackhawks de Chicago    | LNH            | 72    | 30               | 30               | 60               | 20               | 19               | 2  | 12                   | 14                   | 8                    |                      |                      |
| 2014-2015  | Blackhawks de Chicago    | LNH            | 82    | 22               | 39               | 61               | 32               | 23               | 4  | 13                   | 17                   | 10                   |                      |                      |
| 2015-2016  | Blackhawks de Chicago    | LNH            | 64    | 13               | 20               | 33               | 24               | 7                | 3  | 2                    | 5                    | 0                    |                      |                      |
| 2016-2017  | Blackhawks de Chicago    | LNH            | 73    | 26               | 19               | 45               | 8                | 4                | 0  | 0                    | 0                    | 2                    |                      |                      |
| Totaux LNH | Totaux LNH               | Totaux LNH     | 1 309 | 525              | 609              | 1 134            | 628              | 205              | 52 | 97                   | 149                  | 95                   |                      |                      |

## Parentés dans le sport
- Son frère cadet Marcel Hossa est aussi joueur professionnel de hockey..
- Son père František Hossa a été entraîneur dans divers tournois internationaux. Il était notamment l'entraîneur-chef de l'équipe de la Slovaquie lors des Jeux olympiques d'hiver de 2006.